# Funa asra
Funa asra é uma espécie de gastrópode do gênero Funa, pertencente a família Pseudomelatomidae.